# Leptodactylus knudseni
Leptodactylus knudseni es una especie de ránidos de la familia Leptodactylidae.

## Distribución geográfica
Se encuentra en Bolivia, Brasil, Colombia, Ecuador, Guayana Francesa, Guyana, Perú, Surinam, Venezuela y, posiblemente, aen Trinidad y Tobago.

## Estado de conservación
Se encuentra amenazada de extinción por la pérdida de su hábitat natural.